# نروژی نو
نینورسک یا نونورسک یا نونوشک یا نروژی نو (به نروژی: Nynorsk) از خانوادهٔ زبان‌های ژرمنی و یکی از دو زبان رسمیِ کشور نروژ است که حدود ۵ میلیون تن به آن سخن می‌گویند.